# Gare de Bray-Dunes
Ne doit pas être confondu avec Gare de Bray-Dunes Plage.
La gare de Bray-Dunes est une ancienne gare ferroviaire française (fermée) de la ligne de Dunkerque-Locale à Bray-Dunes, située sur le territoire de la commune de Bray-Dunes, dans le département du Nord en région Hauts-de-France.

## Situation ferroviaire
Établie à 6 mètres d'altitude, la gare de Bray-Dunes était située au point kilométrique (PK) 316,7 de la ligne de Dunkerque-Locale à Bray-Dunes entre la gare de Zuydcoote et la frontière entre la Belgique et la France. En Belgique la voie était prolongée par la ligne 73 de Deinze à La Panne (frontière), la première gare étant celle de La Panne (anciennement Adinkerke). La gare est sur un tronçon qui n'est plus exploité.
Elle était également reliée à la gare de Bray-Dunes Plage par la ligne du Chemin de fer de Hondschoote à Bray-Dunes.

## Histoire
Bray-Dunes était reliée à la Gare de Dunkerque et à celle de La Panne (en Belgique) par une voie ferrée unique d'environ 17 kilomètres de long. Il n' y a plus de trafic depuis quelques années.

## Service des voyageurs
Gare fermée et désaffectée sur une ligne non exploitée.

## Patrimoine ferroviaire
Désaffecté du service ferroviaire, l'ancien bâtiment voyageurs est devenu une médiathèque.

## Galerie de photographies

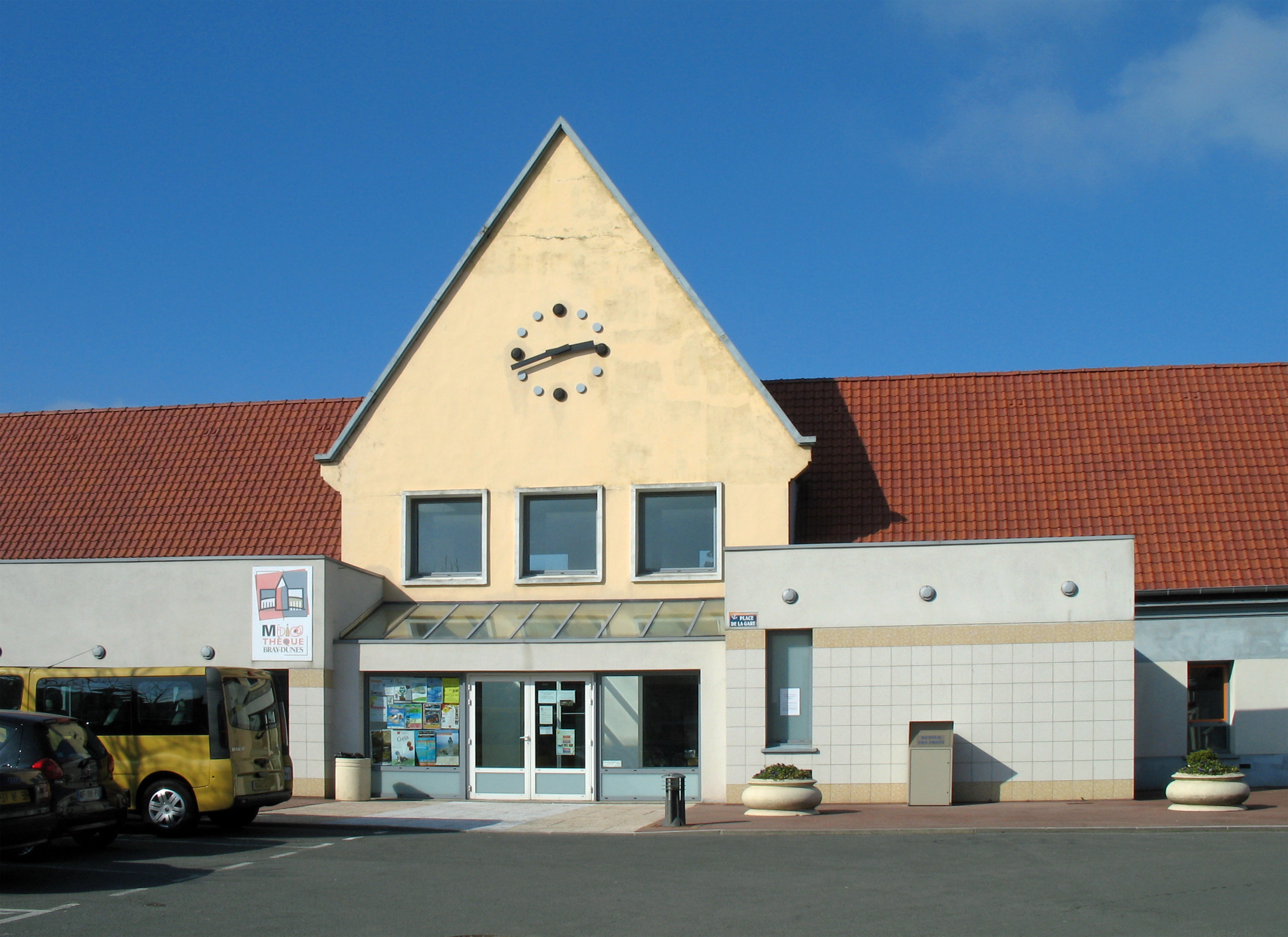
L'ancienne gare de Bray-Dunes, convertie en médiathèque.